# Озеров, Сергей Владимирович
Серге́й Влади́мирович О́зеров (13 (1) января 1859, Москва — 27 (14) октября 1903), с. Свиридово, Тульская губерния) — тульский помещик, титулярный советник, уважаемый и страстный охотник, владелец псовой охоты, заводчик борзых. Потеряв из-за болезни возможность охотиться, основал и издавал на свои средства журнал «Псовая и ружейная охота», считающийся одним из лучших охотничьих журналов Российской империи, и общедоступный журнал «Охота», был их бессменным издателем и редактором до конца жизни.
Первый издатель нескольких трудов известных русских зоологов, охото- и оружиеведов и кинологов. Автор юмористических охотничьих рассказов, подписанных псевдонимом Старый холостяк.
Придерживался консервативных русофильских взглядов, был сторонником «правильной» этичной охоты, пропагандировал распространение знаний среди неимущих и малограмотных охотников.

## Биография
Родился в Москве, единственный сын отставного полковника В. Я. Озерова, принадлежал к дворянскому роду Озеровых. Мать умерла вскоре после родов. Детство и юность провёл в имении родителей в селе Ляхове Богородицкого уезда Тульской губернии. Учился в 3-й Московской гимназии, но полный курс не закончил. После 5-го класса гимназии в 1876 году поступил на службу в канцелярию Московского генерал-губернатора, где служил до 1879 года. В 1883 году назначен почётным смотрителем Тартуского уездного училища, а с 1886 года переведён на такую же должность в Ефремовское уездное училище Тульской губернии.
После смерти отца переехал в Ляхово с семьёй — женой Настасией Ивановной и дочерью Ольгой (по воспоминаниям А. Н. Комарова — Еленой (Лёлей)). В 1893 году купил усадьбу в селе Свиридове в трёх верстах от Венёва, с большим домом с колоннами. По воспитанию, поведению и облику — рослый, с длинной чёрной бородой, расчёсанной на две стороны, — Озеров был типичным барином-помещиком.
Начав охотиться с 14 лет, Озеров был страстным охотником и много времени проводил на ружейной охоте с собакой. Когда его здоровье ухудшилось, по словам самого Озерова, расстроенное простудами на болотах, он занялся псовой охотой верхом на лошади и уже к 30 годам завоевал репутацию знатока и пользовался уважением в кругу псовых охотников. Содержал псовую охоту — борзых и гончих собак, в содружестве с известными заводчиками Н. П. Ермоловым и Д. П. Вальцовым вёл породу борзых. Супруга Настасия Ивановна разделяла любовь мужа к охоте и сопровождала его в поле.
Писал очерки и статьи, публиковавшиеся в журналах «Природа и охота» и «Журнал охоты», подписывался псевдонимами Старый холостяк, Тульский охотник, Момус. Его публикации затрагивали темы, касающиеся всех сторон охоты — о необходимости доработки охотничьего законодательства, разработке стандартов отечественных пород борзых и гончих собак, методике выставочной и садочной экспертизы; он писал со знанием дела и искренним переживанием за судьбу русской охоты. Из-под его пера выходили и фельетоны, и хорошие рассказы. Озеров дружил с издателем и редактором «Журнала охоты» А. Е. Коршем, возможно, память об этой дружбе сыграла роль в его судьбе.
В 1894 году ревматизм, осложнённый внезапным «нервным ударом», окончившимся параличом, приковал 35-летнего Озерова к креслу. Озеров был лишён возможности ходить и ездить верхом, передвигаться мог только с костылём. Продолжать охотиться в таком состоянии было немыслимо, и это причиняло страстному охотнику громадные страдания.

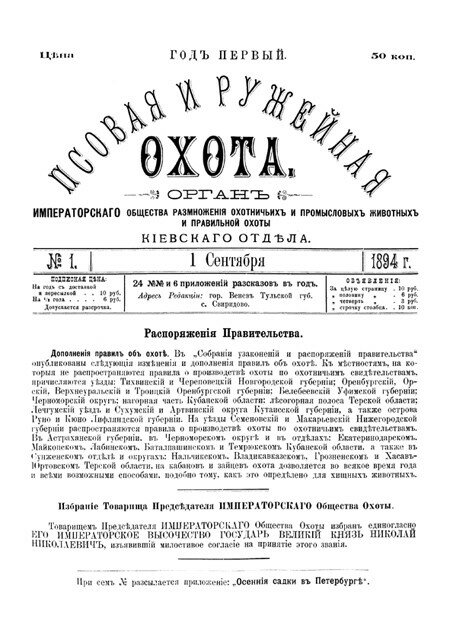
Обложка первого номера: № 1 от 1 сентября 1894 года

Имение — 200 десятин в селе Савинки Белёвского уезда и 360 десятин в Свиридове, где он жил безвыездно, — приносило достаточный доход, и Озеров решил издавать охотничий журнал. Позднее он писал: 
«Я отдал охоте лучшие годы моей жизни, теперь, увы, калека от ревматизма — журнал мое утешение и нить, связывающая с жизнью… Без охоты не жизнь… С журналом я еще могу жить, служа тому же делу охоты.»

Первоначально в проекте приняли участие два компаньона-соиздателя, но со временем они вышли из дела, не желая нести убытки. Первый номер «Псовой и ружейной охоты» вышел в сентябре 1894 года. С. В. Озеров совмещал все функции издателя-редактора, читал все до единой размещённые в журнале статьи, сам дописывал большинство статей, делал всю корректуру и вёл громадную редакционную переписку, не оставив без ответа ни одного письма читателей. Его усадьба в Свиридове на 10 лет стала одним из охотничьих центров страны, со всех концов Российской империи на имя Озерова приходили сотни писем и бандеролей, так что местная почта не справлялась с потоком корреспонденции.
Труд над журналом занимал 12 часов ежедневно, при этом Озеров продолжал тяжело болеть: на ноге развилась гангрена, он пережил несколько операций, сильные боли не прекращались ни днём, ни ночью. Ему едва хватало сил составлять журнал и приложения к нему. Летом 1901 года самочувствие ненадолго улучшилось, но затем стало резко ухудшаться. В таком состоянии с 1902 г. он начал выпуск ещё одного издания — двухнедельного журнала «Охота», который из-за беспрецедентно низкой цены стал очень популярным среди провинциальных охотников со скромным достатком, а также добился от Министерства внутренних дел разрешения издавать «литературно-научнопопулярный» журнал о путешествиях и естествознании «По белу свету», так и оставшийся нереализованной идеей.
14 октября 1903 года Озеров закончил писать обращение к подписчикам, где извинялся за опоздание с выходом журнала, ответил на письмо старого друга С. Надеждина и сел за корректуру следующего номера. Поздно вечером супруга поднялась в кабинет и обнаружила Озерова мёртвым за письменным столом, с карандашом в руке.

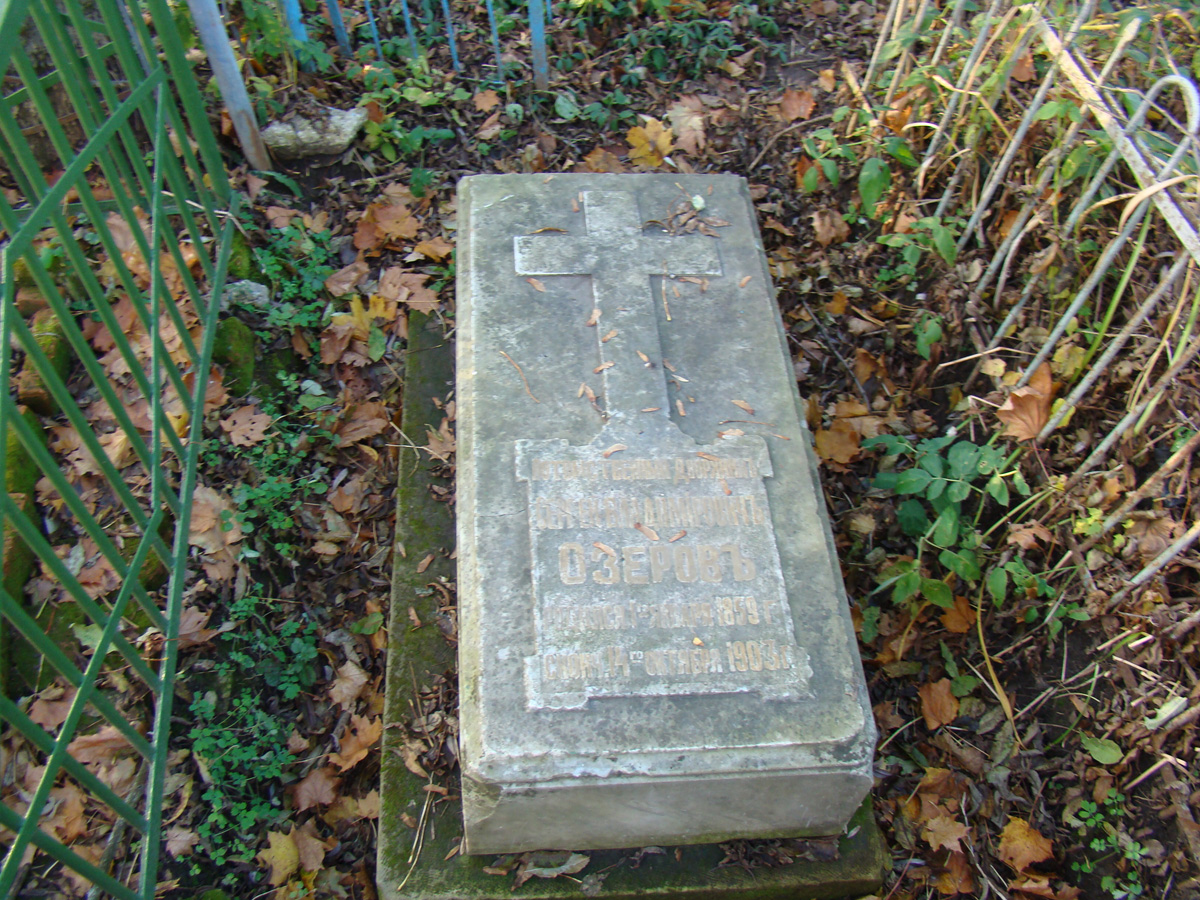
Могила С. В. Озерова на старом кладбище Венёва

С. В. Озеров похоронен на городском кладбище в Венёве. Из-за удалённости и плохой телеграфной связи его самые близкие сотрудники — В. В. Де-Коннор, А. П. Ивашенцов, С. А. Бутурлин, Н. А. Вербицкий, — не смогли приехать на похороны, и даже некролог, написанный Бутурлиным, потерялся на почте и не был опубликован. Представители Московского общества охоты возложили на могиле венок с надписью «неутомимому борцу за лучшие охотничьи идеалы и защитнику общественных интересов охотничьих обществ». Журнал «Охота» объявил сбор средств на памятник-надгробие, но с небогатых читателей удалось собрать по пятаку и гривеннику лишь 52 рубля, слишком мало для строительства памятника. Скромное надгробие из белого мрамора сохранилось до наших дней. 
После смерти Озерова открылось немало долгов. Имение было продано, а вдова и дочь перебрались в Москву. Собаки из псовой охоты Озерова — кровные псовые борзые и гончие: русские, англо-русские и арлекины — долго распродавались по объявлениям, как утверждает А. Н. Комаров, за большие деньги.

Через год после смерти С. В. Озерова в журнале «Охота» вышла статья С. Надеждина, посвящённая памяти бывшего редактора и издателя, где он вспоминает о его последнем письме: 
«Какова должна быть сила страсти, чтобы писать так человеку с гангреной, отёком легких и грудной жабой за 2-3 часа до смерти. И все письмо только о собаках, да о своем любимом детище — журнале».

## Издательская деятельность

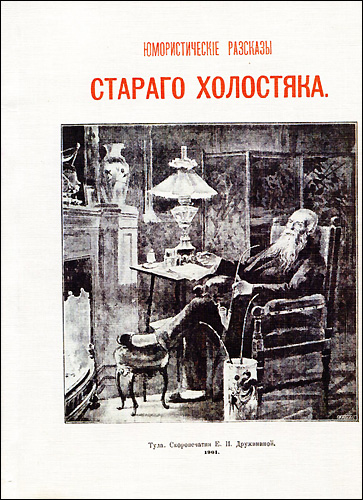
Обложка книги «Юмористические рассказы Старого Холостяка». На гравюре, предположительно, изображён автор, С. В. Озеров

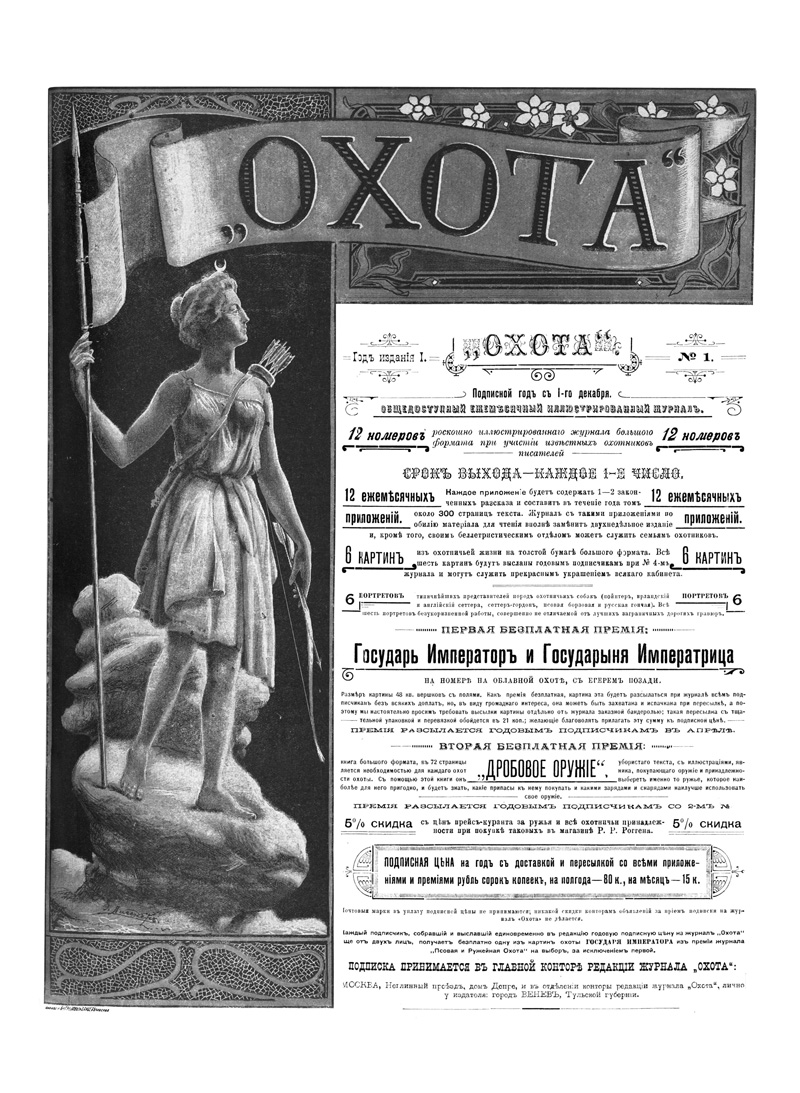
Титульный лист журнала «Охота» № 1, 1902 год

Основанный в 1894 году журнал Озерова «Псовая и ружейная охота», числившийся вначале официальным печатным органом Киевского отдела Императорского общества правильной охоты, завоевал репутацию и со временем стал представлять почти 40 охотничьих обществ России, включая находящееся под покровительством Великого князя Сергея Александровича Московское общество охоты имени императора Александра Второго. Многие охотничьи общества избрали Озерова своим «непременным» или почётным членом. Охотничьи общества предлагали финансовую поддержку для издания журнала, но Озеров неизменно отвергал её, «отклоняя всякий вопрос о субсидии, так как самостоятельность издания во всех охотничьих вопросах ставим выше всего, а всякая материальная помощь, в какой бы сердечной форме она ни выразилась, будет ставить нас в зависимое положение и насиловать нашу совесть в разрешении щекотливых вопросов».
Озеров сумел привлечь к сотрудничеству с журналом лучших охотничьих авторов: орнитолога и охотоведа С. А. Бутурлина, поэта и прозаика Н. А. Вербицкого, выдающегося специалиста по гончим и легавым собакам В. В. Де-Коннора, оружиеведа А. П. Ивашенцова, гончатника Н. П. Кишенского, молодого художника-анималиста А. Н. Комарова. Озеров называл отношения с авторами «охотничьими», а не официальными, и ценил их вклад в дело русской охоты. После смерти Л. П. Сабанеева в 1898 году многие уважаемые авторы, не желая сотрудничать с новым руководителем журнала «Природа и охота» Н. В. Туркиным, стали писать для «Псовой и ружейной охоты».
В 1897 году Озеров начал выпуск книг-приложений к журналу. Книги объёмом около 200 страниц выходили ежемесячно. Значительное место в них занимали беллетристика, поэзия и критические статьи как признанных писателей старого поколения, так и молодых авторов — Н. Г. Бунина, Д. А. Вилинского, И. М. Воропая, А. Н. Савельева, В. М. Сысоева, Н. Н. Фокина и других. Под маркой «Издание журнала „Псовая и ружейная охота“» вышли классические труды российских зоологов и оружейников, переводные книги об охотничьих собаках.
Дополнительный доход издательство получало от недорогой печатной продукции: выпускался карманный охотничий календарь, фирменная справочно-записная книжка. В 1901 году отдельным изданием вышел сборник «Юмористических рассказов г-на Старого холостяка». В двух частях «Юмористические рассказы Старого холостяка» вышли в 1902 году в Москве.
Желая дать русским охотникам дешёвый, но качественный печатный продукт, и, видимо, в противопоставление «Охотничьему вестнику» А. В. Тарнопольского с его коммерческим уклоном, в 1902 году С. В. Озеров начал издавать двухнедельный журнал «Охота» объёмом 14-16 страниц и литературное приложение к нему «Литературные вечера». Издание наполнялось материалами «Псовой и ружейной охоты» и книг-приложений, но стиль изложения и жанры (заметки, вопросы-ответы, очерки, охотничьи рассказы) соответствовали социальному статусу читателей: тексты не были нагружены специальной терминологией, сложные синтаксические конструкции отсутствовали, лексика использовалась общеупотребительная, героями рассказов часто становились представители городской бедноты или крестьяне. При подписной цене всего 1 руб. 40 коп. в год (с 1903 года 2 руб.) «Охота» в доступной форме сообщала массовому читателю необходимые сведения об охотничьих ружьях, о правилах охоты, о методах лечения животных.
Непререкаемый авторитет Озерова в среде охотников и издателей, успех его изданий и вспыльчивый нрав поставили его в оппозицию многим влиятельным лицам в охотничьей и издательской среде. Подводя итоги уходящего подписного 1902 года, С. В. Озеров отметил «конкуренцию двухрублёвых журналов» (имелся в виду журнал «Охотничий вестник»), «подпольные интриги обличённых в противоохотничьих поступках лиц» (камень в огород Н. В. Туркина и его идей по реформе охотничьего законодательства) и «изветы многочисленных врагов и недоброжелателей», среди которых он числил владельца Першинской охоты великого князя Николая Николаевича, императорского ловчего В. Р. Дица и графа Шереметева, который уволил своего ловчего за знакомство с Озеровым.
В своих журналах Озеров придерживался консервативной позиции, критиковал западные манеры и западные охотничьи товары, вытесняющие с рынка продукцию российских производителей, и стремился защищать интересы большинства охотников в ходе реформы охотничьего законодательства в России. Он считал своей миссией повышение культуры и, например, отказывался публиковать фотографии с трофеями, считая это «потаканием низким вкусам».
После кончины С. В. Озерова права на издание журналов неясным образом оказались у присяжного поверенного И. К. Оппокова, который помогал вдове в оформлении прав на наследство. Оппоков вывез в Москву редакционный архив, включая рисунки, оттиски и клише. Журнал «Псовая и ружейная охота» выкупило Московское общество охоты, главным редактором стал директор-секретарь МОО К. В. Мошнин. «Охота» осталась в руках Оппокова, который продолжал выпускать журнал, используя оставшийся от Озерова портфель материалов. Между ним, наследниками и редакцией «Псовой и ружейной охоты» разгорелась скандальная судебная тяжба: Оппокова обвиняли в нарушении авторских прав. Материалов, собранных и подготовленных Озеровым, хватило, чтобы издавать «Охоту» год или полтора, а когда они иссякли, журнал оказался в трудном положении: никаких заслуг и связей в охотничьем мире у издателя не было и взять новые статьи было негде, авторы предпочитали сотрудничество с более крупными журналами.
В декабре 1905 года в помещении редакции при беспорядках на Пресне в пожаре сгорели редакционные архивы Озерова.
В 1906 году вышли только 9 номеров «Охоты», а затем журнал прекратил существование. Журнал «Псовая и ружейная охота» под этим названием в последний раз вышел в июне 1907 года. С 1908 года, сменив собственника, он выходил под названием «Семья охотников», последний номер увидел свет в июне 1914 года.

## Память
В Дарвиновском музее в Москве хранится акварель А. Н. Комарова с портретом С. В. Озерова в образе борзятника на лазу (1964).